# Мюллер, Харольд
Харольд Мюллер — американский футболист и легкоатлет. На олимпийских играх 1920 года выиграл серебряную медаль в прыжках в высоту, показав результат 1,90 м.

## Биография
Окончил школу в Сан-Диего и поступил в Калифорнийский университет в Беркли, где учился на медицинском факультете и параллельно играл в американский футбол. В 1921 году выиграл чемпионат США среди студентов по прыжкам в высоту. С 1926 по 1927 год был главным тренером команды Los Angeles Buccaneers по американскому футболу. После завершения карьеры работал хирургом-ортопедом. В 1951 году включён в зал славы студенческого американского футбола.